# Ramata-Toulaye Sy
Pour les articles homonymes, voir Sy.
Ramata-Toulaye Sy, née le 14 juin 1986 à Bezons, est une réalisatrice et scénariste franco-sénégalaise.

## Biographie
Ramata-Toulaye Sy naît en 1986 de parents sénégalais en France, à Bezons, où elle grandit. Elle s'intéresse très tôt au cinéma et va voir avec sa sœur des films à La Défense. Elle suit une formation de scénariste à l'école de cinéma parisienne La Fémis, dont elle sort diplômée en 2015. 
Elle reçoit ensuite plusieurs offres pour travailler comme réalisatrice. Cependant, Ramata ne se sent pas encore prête à réaliser un film. Elle commence donc à écrire des scénarios en collaboration avec des réalisateurs expérimentés au sein de petites équipes. En 2018, elle participe à l'écriture de Sibel avec Çagla Zencirci et Guillaume Giovanetti. Ce drame sur une jeune femme inadaptée (interprétée par Damla Sönmez (tr)) dans la province turque remporte une douzaine de prix cinématographiques dans différents festivals internationaux.
Elle collabore ensuite avec Atiq Rahimi sur l'adaptation littéraire de Notre-Dame du Nil (2019), d'après le roman éponyme de Scholastique Mukasonga. Pour cette œuvre, outre la correction du scénario, Ramata auditionne les acteurs du film et elle participe à l'organisation du tournage au Rwanda. Cette expérience lui permet, selon ses propres dires, de gagner en maturité, d'améliorer sa « réflexion sur le cinéma » et surtout de découvrir le type de cinéma auquel elle aspire en tant que réalisatrice.

### Premières œuvres cinématographiques
En 2021, Ramata met en scène son premier court-métrage, Astel, en préparation de son premier long-métrage Banel et Adama (2023). L'idée lui vient au printemps 2020, pendant le premier confinement de la pandémie de Covid-19. Tournée à Podor, dans le nord du Sénégal, cette œuvre pauvre en dialogues met en scène une jeune fille peule de 13 ans qui donne son titre au film. Elle aide quotidiennement sa famille à garder le troupeau de vaches, mais alors qu'elle est au seuil de la puberté, son père remarque le regard d'un jeune berger sur la façon dont elle calme une vache en lui parlant doucement dans la brousse. Il l'envoie le jour suivant rejoindre les femmes qui travaillent aux champs. Cette production de 24 minutes est présentée pour la première fois au festival du film de Toronto, où elle reçoit le IMDbPro Short Cuts Share Her Journey Award. D'autres récompenses suivent un an plus tard aux festivals du court métrage de Clermont-Ferrand et d'Odense et le film est sélectionné par plus de 80 festivals dans le monde. Par la suite, Ramata met de nouveau en scène une histoire d'émancipation féminine dans le nord du Sénégal avec son premier long métrage Banel et Adama. Le scénario de ce film est développé à partir de son travail de fin d'études à La Fémis. Une tentative de le réaliser en tant que court-métrage est abandonnée au profit d'Astel.
Banel et Adama est en compétition officielle du 76e Festival de Cannes : à 36 ans, elle est la seule réalisatrice débutante invitée à concourir pour la Palme d'or et pour la Caméra d'Or.
Se revendiquant féministe, Ramata compte parmi ses modèles les écrivaines Maya Angelou, Toni Morrison et Chimamanda Ngozi Adichie.

## Filmographie

### Réalisatrice
- 2021 : Astel (court-métrage)[9]
- 2023 : Banel et Adama

### Scénariste
- 2018 : Sibel de Guillaume Giovanetti et Çagla Zencirci
- 2019 : Notre-Dame du Nil d'Atiq Rahimi